# Lista monumentelor istorice din județul Mureș - B

Simbol pentru monumentele istorice

Lista monumentelor istorice din județul Mureș - B cuprinde monumentele istorice înscrise în Patrimoniul cultural național al României și aflate în localități ce încep cu litera B din județul Mureș.
Lista completă este menținută și actualizată periodic de către Ministerul Culturii, Cultelor și Patrimoniului Național din România, prin intermediul Institutului Național al Patrimoniului, ultima versiune datând din 2015. Această listă cuprinde și actualizările ulterioare, realizate prin ordin al ministrului culturii.
| Cod LMI                                | Denumire                                              | Localitate                                | Localizare | Datare, Creatori                                            | Imagine               | Erori             |
| -------------------------------------- | ----------------------------------------------------- | ----------------------------------------- | --- | ----------------------------------------------------------- | --------------------- | ----------------- |
| MS-I-s-B-15340 (RAN: 115398.01)        | Necropolă                                             | sat Band; comuna Band                     | „Cetatea Surpăturii”, 2,5 km SV de Band 46.58055°N 24.35°E                                                                       | Latène                                                      | Încarcă foto \| video | Raportează eroare |
| MS-I-s-B-15341 (RAN: 115539.03)        | Așezarea de la Batoș                                  | sat Batoș; comuna Batoș                   | „Grajduri” 46.9°N 24.66667°E | sec. III - IV p. Chr., Cultura Sântana de Mureș - Cerneahov | Încarcă foto \| video | Raportează eroare |
| MS-I-s-B-15342 (RAN: 115539.01)        | Situl arheologic de la Batoș, punct „Gledinel”        | sat Batoș; comuna Batoș                   | „Gledinel” 46.9°N 24.5°E |                                                             | Încarcă foto \| video | Raportează eroare |
| MS-I-m-B-15342.01 (RAN: 115539.01.08)  | Așezare                                               | sat Batoș; comuna Batoș                   | „Gledinel”, pe terasa inferioară apârâului Lutu 46.9°N 24.5°E                                                                    | sec. VIII - X                                               | Încarcă foto \| video | Raportează eroare |
| MS-I-m-B-15342.02 (RAN: 115539.01.07)  | Așezare                                               | sat Batoș; comuna Batoș                   | „Gledinel”, pe terasa inferioară apârâului Lutu 46.9°N 24.5°E                                                                    | Epoca daco-romană                                           | Încarcă foto \| video | Raportează eroare |
| MS-I-m-B-15342.03 (RAN: 115539.01.06)  | Așezare                                               | sat Batoș; comuna Batoș                   | „Gledinel”, pe terasa inferioară apârâului Lutu 46.9°N 24.5°E                                                                    | Latène, Cultura geto-dacică                                 | Încarcă foto \| video | Raportează eroare |
| MS-I-m-B-15342.04 (RAN: 115539.01.05)  | Așezare                                               | sat Batoș; comuna Batoș                   | „Gledinel”, pe terasa inferioară apârâului Lutu 46.9°N 24.5°E                                                                    | Hallstatt                                                   | Încarcă foto \| video | Raportează eroare |
| MS-I-m-B-15342.05 (RAN: 115539.01.03)  | Așezare                                               | sat Batoș; comuna Batoș                   | „Gledinel”, pe terasa inferioară apârâului Lutu 46.9°N 24.5°E                                                                    | Epoca bronzului, Cultura Wietenberg                         | Încarcă foto \| video | Raportează eroare |
| MS-I-m-B-15342.06                      | Așezare                                               | sat Batoș; comuna Batoș                   | „Gledinel”, pe terasa inferioară apârâului Lutu                                                                                  | Perioada de tranziție la epoca bronzului, Cultura Coțofeni  | Încarcă foto \| video | Raportează eroare |
| MS-I-m-B-15342.07 (RAN: 115539.01.04)  | Așezare                                               | sat Batoș; comuna Batoș                   | „Gledinel”, pe terasa inferioară apârâului Lutu 46.9°N 24.5°E                                                                    | Neolitic, Cultura Petrești                                  | Încarcă foto \| video | Raportează eroare |
| MS-I-m-B-15342.08 (RAN: 115539.01.02)  | Așezare                                               | sat Batoș; comuna Batoș                   | „Gledinel”, pe terasa inferioară apârâului Lutu 46.9°N 24.5°E                                                                    | Neolitic timpuriu, Cultura Starčevo - Criș                  | Încarcă foto \| video | Raportează eroare |
| MS-I-s-A-15343 (RAN: 115539.02)        | Situl arheologic de la Batoș                          | sat Batoș; comuna Batoș                   | „La Cetate” 46.9°N 24.68333°E |                                                             | Încarcă foto \| video | Raportează eroare |
| MS-I-m-A-15343.01                      | Așezare fortificată                                   | sat Batoș; comuna Batoș                   | „La Cetate”, în direcția drumului ce duce spre Bistrița, la 4 km de comună                                                       | sec. XIII                                                   | Încarcă foto \| video | Raportează eroare |
| MS-I-m-A-15343.02                      | Așezare fortificată                                   | sat Batoș; comuna Batoș                   | „La Cetate”, în direcția drumului ce duce spre Bistrița, la 4 km de comună                                                       | Eneolitic                                                   | Încarcă foto \| video | Raportează eroare |
| MS-I-s-B-15344 (RAN: 118012.01)        | Necropola birituală de la Băița                       | sat Băița; comuna Lunca                   | „La Jie”, la 350 m E-NE de sat 46.83333°N 24.53333°E                                                                             | Hallstatt                                                   | Încarcă foto \| video | Raportează eroare |
| MS-I-s-B-15345 (RAN: 115325.01)        | Situl arheologic de la Bernadea                       | sat Bernadea; comuna Bahnea               | „dâmbău” 46.36666°N 24.43333°E                                                                                                   |                                                             | Încarcă foto \| video | Raportează eroare |
| MS-I-m-B-15345.01                      | Așezare fortificată                                   | sat Bernadea; comuna Bahnea               | „Dâmbău”, promontoriu dominant, la marginea satului                                                                              | Latène, Cultura geto-dacică                                 | Încarcă foto \| video | Raportează eroare |
| MS-I-m-B-15345.02                      | Așezare                                               | sat Bernadea; comuna Bahnea               | „Dâmbău”, promontoriu dominant, la marginea satului                                                                              | Epoca bronzului, Cultura Wietenberg                         | Încarcă foto \| video | Raportează eroare |
| MS-I-m-B-15345.03                      | Așezare                                               | sat Bernadea; comuna Bahnea               | „Dâmbău”, promontoriu dominant, la marginea satului                                                                              | Neolitic, Cultura Petrești                                  | Încarcă foto \| video | Raportează eroare |
| MS-I-m-B-15345.04                      | Așezare                                               | sat Bernadea; comuna Bahnea               | „Dâmbău”, promontoriu dominant, la marginea satului                                                                              | Neolitic timpuriu, Cultura Starčevo - Criș                  | Încarcă foto \| video | Raportează eroare |
| MS-I-s-B-15346 (RAN: 119359.01)        | Așezare                                               | sat Bezid; orașul Sângeorgiu de Pădure    | „Fîneața Mare”(Nagyzenafü) | sec. VI-VII                                                 | Încarcă foto \| video | Raportează eroare |
| MS-I-m-B-15346.01 (RAN: 119359.01.02)  | Așezare                                               | sat Bezid; orașul Sângeorgiu de Pădure    | „Fîneața Mare”(Nagyzenafü), bot de deal pe malul stâng al pârâului Loț 46.4°N 24.86667°E                                         | sec. VI-VII                                                 | Încarcă foto \| video | Raportează eroare |
| MS-I-m-B-15346.02 (RAN: 119359.01.01)  | Așezare                                               | sat Bezid; orașul Sângeorgiu de Pădure    | „Fîneața Mare”(Nagyzenafü), bot de deal pe malul stâng al pârâului Loț 46.4°N 24.86667°E                                         | Latène, Cultura geto-dacică                                 | Încarcă foto \| video | Raportează eroare |
| MS-I-s-B-15347 (RAN: 119359.02)        | Așezare                                               | sat Bezid; orașul Sângeorgiu de Pădure    | „Loț”, pe malul drept al pârâului Loț 46.4°N 24.85°E                                                                             | Latène, Cultura geto-dacică                                 | Încarcă foto \| video | Raportează eroare |
| MS-I-s-B-15348 (RAN: 119359.03)        | Așezare                                               | sat Bezid; orașul Sângeorgiu de Pădure    | terenul lui Raduly Ferenc 46.4°N 24.85°E                                                                                         | Epoca migrațiilor, Cultura Sântana de Mureș - Cerneahov     | Încarcă foto \| video | Raportează eroare |
| MS-I-s-B-15349 (RAN: 115833.01)        | Situl arheologic de la Bogata                         | sat Bogata; comuna Bogata                 | „Dâlma bisericii” 46.45°N 24.28333°E                                                                                             |                                                             | Încarcă foto \| video | Raportează eroare |
| MS-I-m-B-15349.01 (RAN: 115833.01.06)  | Așezare                                               | sat Bogata; comuna Bogata                 | „Dâlma bisericii”, în vatra satului 46.45°N 24.28333°E                                                                           | Epoca medievală                                             | Încarcă foto \| video | Raportează eroare |
| MS-I-m-B-15349.02 (RAN: 115833.01.05)  | Așezare                                               | sat Bogata; comuna Bogata                 | „Dâlma bisericii”, în vatra satului 46.45°N 24.28333°E                                                                           | Epoca daco-romană                                           | Încarcă foto \| video | Raportează eroare |
| MS-I-m-B-15349.03 (RAN: 115833.01.04)  | Așezare                                               | sat Bogata; comuna Bogata                 | „Dâlma bisericii”, în vatra satului 46.45°N 24.28333°E                                                                           | Epoca romană                                                | Încarcă foto \| video | Raportează eroare |
| MS-I-m-B-15349.04 (RAN: 115833.01.03)  | Așezare                                               | sat Bogata; comuna Bogata                 | „Dâlma bisericii”, în vatra satului 46.45°N 24.28333°E                                                                           | Latène, Cultura geto-dacică                                 | Încarcă foto \| video | Raportează eroare |
| MS-I-m-B-15349.05 (RAN: 115833.01.01)  | Așezare                                               | sat Bogata; comuna Bogata                 | „Dâlma bisericii”, în vatra satului 46.45°N 24.28333°E                                                                           | Hallstatt                                                   | Încarcă foto \| video | Raportează eroare |
| MS-I-s-B-15350 (RAN: 115833.02)        | Așezare                                               | sat Bogata; comuna Bogata                 | „Sub vii”, pe malul drept al Mureșului                                                                                           | Latène, Cultura geto-dacică                                 | Încarcă foto \| video | Raportează eroare |
| MS-I-s-B-15351 (RAN: 115904.01)        | Așezarea romană și castrul de la Brâncovenești        | sat Brâncovenești; comuna Brâncovenești   | „Castel” 46.86666°N 24.76667°E                                                                                                   | Epoca romană                                                | Încarcă foto \| video | Raportează eroare |
| MS-I-m-B-15351.01                      | Așezare civilă                                        | sat Brâncovenești; comuna Brâncovenești   | „Castel”, pe malul drept al Mureșului, în livada castelului șiterenul agricol din vecinătatea sediului CAP                       | Epoca romană                                                | Încarcă foto \| video | Raportează eroare |
| MS-I-m-B-15351.02 (RAN: 115904.01.01)  | Castru                                                | sat Brâncovenești; comuna Brâncovenești   | „Castel”, pe malul drept al Mureșului, în livada castelului șiterenul agricol din vecinătatea sediului CAP 46.86666°N 24.76667°E | Epoca romană                                                | Încarcă foto \| video | Raportează eroare |
| MS-I-s-B-15352 (RAN: 115860.01)        | Așezarea Latène de la Breaza                          | sat Breaza; comuna Breaza                 | Stația de asfaltare, în stânga șoselei care duce la Reghin, între Valea Luțului și spatele morii 46.75°N 24.58333°E              | Latène, Cultura geto-dacică                                 | Încarcă foto \| video | Raportează eroare |
| MS-I-s-B-15353 (RAN: 116304.01)        | Așezare                                               | sat Budiu Mic; comuna Crăciunești         | „Teleac-Telek”, la marginea satului, la V de drumul spre Târgu-Mureș 46.51667°N 24.63333°E                                       | Latène, Cultura geto-dacică                                 | Încarcă foto \| video | Raportează eroare |
| MS-II-m-B-15609                        | Biserica de lemn „Sf. Arhangheli Mihail și Gavril”    | sat aparținător Bobohalma; oraș Târnăveni | 137 46.35194°N 24.23194°E | sec. XVIII                                                  | Alte imagini          | Raportează eroare |
| MS-II-m-B-15597 (RAN: 115316.02)       | Biserica reformată, cu turnul-clopotniță              | sat Bahnea; comuna Bahnea                 | Str. Republicii 25 46.37627°N 24.4806°E                                                                                          | sec. XIV, turn 1904                                         | Alte imagini          | Raportează eroare |
| MS-II-m-A-15598                        | Castelul Bethlen                                      | sat Bahnea; comuna Bahnea                 | Str. Republicii 55 46.37869°N 24.48364°E                                                                                         | sec. XVI                                                    | Alte imagini          | Raportează eroare |
| MS-II-m-A-15599                        | Biserica „Sf. Maria”                                  | sat Band; comuna Band                     | | sec. XVII                                                   | Încarcă foto \| video | Raportează eroare |
| MS-II-a-A-15600                        | Ansamblul bisericii evanghelice                       | sat Batoș; comuna Batoș                   | 325 | sec. XVI - XVIII                                            | Alte imagini          | Raportează eroare |
| MS-II-m-A-15600.01                     | Biserica evanghelică                                  | sat Batoș; comuna Batoș                   | 325 | sec. XVI - XVIII                                            | Alte imagini          | Raportează eroare |
| MS-II-m-A-15600.02                     | Incinta, cu turn-clopotniță                           | sat Batoș; comuna Batoș                   | 325 | sec. XVI - XVIII, turn 1638                                 |                       | Raportează eroare |
| MS-II-m-A-15602 (RAN: 115584.05)       | Casa Johann Schuller                                  | sat Băgaciu; comuna Băgaciu               | Str. Mare 181 | 1773                                                        | Încarcă foto \| video | Raportează eroare |
| MS-II-a-A-15601                        | Ansamblul bisericii evanghelice fortificate           | sat Băgaciu; comuna Băgaciu               | Str. Principală 88 46.27055°N 24.37222°E                                                                                         | sec. XV - XVIII                                             | Alte imagini          | Raportează eroare |
| MS-II-m-A-15601.01                     | Biserica evanghelică                                  | sat Băgaciu; comuna Băgaciu               | Str. Principală 88 | sec. XV - XVIII                                             |                       | Raportează eroare |
| MS-II-m-A-15601.02                     | Incintă fortificată                                   | sat Băgaciu; comuna Băgaciu               | Str. Principală 88 | sec. XV - XVI                                               |                       | Raportează eroare |
| MS-II-a-A-15604                        | Ansamblul bisericii de lemn „Sfinții Arhangheli”      | sat Băița; comuna Lunca                   | 70 (în cimitirul vechi) | 1723                                                        |                       | Raportează eroare |
| MS-II-m-A-15604.01                     | Biserica de lemn „Sfinții Arhangheli”                 | sat Băița; comuna Lunca                   | 70 | 1723                                                        |                       | Raportează eroare |
| MS-II-m-A-15604.02                     | Turn-clopotniță                                       | sat Băița; comuna Lunca                   | 70 | 1723                                                        |                       | Raportează eroare |
| MS-II-m-A-15604.03                     | Poarta                                                | sat Băița; comuna Lunca                   | 70 | 1723                                                        |                       | Raportează eroare |
| MS-II-m-A-15604.04                     | Casa parohială                                        | sat Băița; comuna Lunca                   | 70 | 1723                                                        | Încarcă foto \| video | Raportează eroare |
| MS-II-m-A-15605 (RAN: 118129.01)       | Biserica reformată                                    | sat Bâra; comuna Bereni                   | 20 A | sec. XIV - XVIII                                            | Alte imagini          | Raportează eroare |
| MS-II-m-B-15606 (RAN: 115717.02)       | Biserica de lemn „Sf. Nicolae”                        | sat Beica de Jos; comuna Beica de Jos     | 132 A | 1810                                                        | Alte imagini          | Raportează eroare |
| MS-II-a-B-15607                        | Ansamblul rural „Str. Principală”                     | sat Bereni; comuna Bereni                 | Str. Principală nr. 20, 39, 45, 46, 49, 60, 95, 98, 126.                                                                         | sf. sec. XIX                                                | Alte imagini          | Raportează eroare |
| MS-II-m-B-15608 (RAN: 115325.03)       | Biserica de lemn „Sfinții Voievozi”                   | sat Bernadea; comuna Bahnea               | 111 | 1805                                                        | Alte imagini          | Raportează eroare |
| MS-II-m-B-15611                        | Casă                                                  | sat Boiu; comuna Albești                  | Str. Principală 198 | sf. sec. XIX                                                | Încarcă foto \| video | Raportează eroare |
| MS-II-m-B-15612                        | Casa parohială a bisericii romano-catolice            | sat Bordoșiu; comuna Fântânele            | 88 | 1812                                                        | Alte imagini          | Raportează eroare |
| MS-II-m-A-15613 (RAN: 116812.01)       | Biserica romano-catolică și turnul-clopotniță         | sat Bordoșiu; comuna Fântânele            | 115 | sec. XV, transf. 1857                                       | Alte imagini          | Raportează eroare |
| MS-II-m-B-15614 (RAN: 115977.01)       | Biserica de lemn „Sf. Arhangheli”, cu turn clopotniță | sat Bozed; comuna Ceuașu de Câmpie        | 102 | 1750                                                        | Alte imagini          | Raportează eroare |
| MS-II-m-B-15615 (RAN: 115940.03)       | Biserica reformată                                    | sat Brâncovenești; comuna Brâncovenești   | 188 | 1727                                                        | Alte imagini          | Raportează eroare |
| MS-II-a-A-15616 (RAN: 115904.06)       | Ansamblul castelului Kendy-Kemeny                     | sat Brâncovenești; comuna Brâncovenești   | 215 46.86121°N 24.76715°E | sec. XVI, sec. XIX                                          | Alte imagini          | Raportează eroare |
| MS-II-m-A-15616.01 (RAN: 115904.06.01) | Castelul Kendy-Kemeny                                 | sat Brâncovenești; comuna Brâncovenești   | 215 | sec. XVI                                                    |                       | Raportează eroare |
| MS-II-m-A-15616.02                     | Parc                                                  | sat Brâncovenești; comuna Brâncovenești   | 215 | sec. XIX                                                    | Încarcă foto \| video | Raportează eroare |
| MS-II-m-A-15617 (RAN: 115860.04)       | Biserica reformată                                    | sat Breaza; comuna Breaza                 | Str. Principală 87 | biserica, sec. XIV-XV, turn-clopotniță 1895                 | Alte imagini          | Raportează eroare |